# Gasolin' (musikalbum)
Gasolin' är ett album av den danska gruppen Gasolin' och gavs ut 1971. Omslaget har en teckning av Hergé, från albumet "De sju kristallkulorna".

## Låtlista
1. "Langebro" (Trad/Larsen, Jönsson, Beckerlee)
2. "Hey Christoffer" (Larsen, Beckerlee)
3. "Fra dag til dag" (Jönsson, Beckerlee)
4. "Lille Henry" (Larsen)
5. "Tremastet Beton" (Jönsson, M. Mogensen)
6. "Solfangen" (Jönsson, Beckerlee)
7. "Laphophora Williamsii" (Larsen, Beckerlee, M. Mogensen)
8. "Jeg kan høre dig kalde" (Larsen, Berlev)
9. "Strengt fortroligt" (Larsen, Jönsson, Beckerlee)
10. "Lilli-lilli" (Larsen, Jönsson)

## Medverkande
- Wili Jönsson - bas, piano, sång
- Kim Larsen - sång, gitarr
- Franz Beckerlee - gitarr, saxofon, munspel, sång
- Sören Berlev - trummor, sång, gitarr
- Mogens Mogensen - sång